# U-31
L'U-31 fu un sommergibile U-Boot Tipo VII A della Marina da guerra tedesca, attivo durante la seconda guerra mondiale. L'U-31 affondò undici navi, per un totale di 27 751 tonnellate lorde e una nave da guerra ausiliaria di 160 tonnellate. Una mina posta dall'U-31 danneggiò la nave da battaglia della Royal Navy HMS Nelson di 33 950 tonnellate.

## Storia Operativa
Durante la sua carriera, l'U-31 fu coinvolto in sette pattugliamenti.

### Primo pattugliamento
L'U-31 fu uno dei pochi U-Boot dispiegati nel Mar Baltico anziché nell'Oceano Atlantico alla vigilia della seconda guerra mondiale. Partendo da Memel sotto il comando dell'ufficiale Johannes Habekost il 27 agosto 1939, questo viaggio senza incidenti si concluse rapidamente a Wilhelmshaven il 2 settembre.

### Secondo pattugliamento
Dopo il suo rapido ritorno in Germania, l'U-31 divenne una delle tre navi di riserva di Tipo VII. Tornò in mare insieme all'U-35 procedendo direttamente verso l'Atlantico attraverso la Manica. Attaccò il primo convoglio della seconda guerra mondiale il 16 settembre 1939, affondando il piroscafo britannico SS Aviemore. Habekost aveva trovato il convoglio il giorno prima e per ordine riferiva la posizione, la rotta e la velocità del convoglio. L'U-31 si mosse in posizione di attacco e nelle ore notturne passò all'azione, subendo però un guasto ai siluri. L'U-31 affondò in seguito il mercantile Hazelside, di 4.646 tonnellate, il 24 settembre prima di concludere la pattuglia e tornare a Wilhelmshaven il 2 ottobre 1939.

### Terzo pattugliamento
L'U-31 partì da Wilhelmshaven il 21 ottobre 1939 con destinazione le acque scozzesi di Loch Ewe, dove rilasciò 18 mine che in seguito causarono l'affondamento di due navi e il danneggiamento di una terza. Rietrò in Germania 31 ottobre 1939.

### Primo affondamento
L'11 marzo 1940 l'U-31 fu affondato presso le Schillig Roads da quattro bombe lanciate da un Bristol Blenheim del No. 82 Squadron della Royal Air Force, con la perdita di 58 vite; fu il primo U-Boot ad essere affondato da un aereo. L'U-Boot, in quel momento, era sottoposto a dei test e trasportava undici lavoratori del cantiere e due assistenti all'ingegnere della flottiglia oltre al suo regolare equipaggio.
L'U-boat fu riportato a galla più tardi quel mese, riparato e rimesso in servizio il 30 luglio 1940 con a comando il capitano Prellberg.

### Sesto pattugliamento
L'U-31 salpò, dopo le riparazioni, dal porto di Wilhelmshaven il 16 settembre 1940. Durante la missione silurò due navi per un totale di 4.400 tonnellate. L'8 ottobre 1940 riuscì a scampare per la terza volta in questa missione ad un attacco da parte dei sommergibili britannici, in quest'ultimo caso il sottomarino HMS Trident a sud di Lorient.

### Secondo affondamento
L'U-31 fu affondato durante la sua settima missione, il 2 novembre 1940, a nord-ovest dell'Irlanda da bombe di profondità lanciate dal cacciatorpediniere britannico HMS Antelope, che soccorse 44 sopravvissuti dei 46 presenti a bordo.

## Navi attaccate
L'U-31 affondò e danneggiò quindici navi per un totale di 27.751 tonnellate.
| Data              | Nome           | Nazionalità | Tipologia         | Tonnellaggio | Esito                   |
| ----------------- | -------------- | ----------- | ----------------- | ------------ | ----------------------- |
| 16 settembre 1939 | Aviemore       | Regno Unito | Mercantile        | 4.060 t      | Affondata               |
| 24 settembre 1939 | Hazelside      | Regno Unito | Mercantile        | 4.646 t      | Affondata               |
| 1 dicembre 1939   | Arcturus       | Norvegia    | Mercantile        | 1.277 t      | Affondata               |
| 3 dicembre 1939   | Ove Taft       | Danimarca   | Mercantile        | 2.135 t      | Affondata               |
| 4 dicembre 1939   | HMS Nelson     | Regno Unito | Nave da battaglia | 33.950 t     | Danneggiata da una mina |
| 4 dicembre 1939   | Primula        | Norvegia    | Mercantile        | 1.024 t      | Affondata               |
| 4 dicembre 1939   | Gimle          | Norvegia    | Mercantile        | 1.271 t      | Affondata               |
| 6 dicembre 1939   | Agu            | Estonia     | Mercantile        | 1.575 t      | Affondata               |
| 6 dicembre 1939   | Vinga          | Svezia      | Merantile         | 1.974 t      | Affondata               |
| 23 dicembre 1939  | HMS Glen Albyn | Regno Unito | Peschereccio      | 82 t         | Affondata da una mina   |
| 23 dicembre 1939  | HMS Promotive  | Regno Unito | Peschereccio      | 78 t         | Affondata da una mina   |
| 22 settembre 1940 | Union Jack     | Isole Faroe | Veliero           | 81 t         | Affondata               |
| 27 settembre 1940 | Vestvard       | Norvegia    | Mercantile        | 4.319 t      | Affondata               |
| 29 ottobre 1940   | Matina         | Regno Unito | Mercantile        | 5.389 t      | Affondata               |